# Bengt Pohjanen
Bengt Erik Benedictus Pohjanen, švedsko-finski pisatelj, * 26. junij, 1944, Pajala, Norrbotten, Švedska.
Bengt Pohjanen, ki je pravoslavni benediktinec, piše romane, drame, scenarije in glasbena besedila tako v švedskem kot tudi v finskem jeziku.